# Austrolimnophila marshalli
Austrolimnophila marshalli är en tvåvingeart som först beskrevs av Frederick Wollaston Hutton 1900.  Austrolimnophila marshalli ingår i släktet Austrolimnophila och familjen småharkrankar. Inga underarter finns listade i Catalogue of Life.